# هبيا
هـُبـْيا أو هوبيو (بالصومالية: Hobyaa)‏ هي مدينة قديمة وميناء في إقليم مدج (بالصومالية: Mudug)‏ في الصومال. يعني الاسم حرفيا «تفضل ماء»، وتتوفر المياه العذبة في الآبار حول هذه المدينة - وهو أمر نادر في هذا الجزء من العالم - التوفر الذي رفع مكانة المدينة منذ القدم كميناء مفضل للبحارة.

## التاريخ
أصل ظهور المدينة يعود لتاريخ ما بين (القرن 12th إلى القرن 15) . وبدأ تاريخ هوبيو كمكان للبحارة وقوافل التجار للحصول على المياه العذبة، وبالتالي اسماها التجار الصومالين بهذا الاسم. وأصبح مدينة مهمة للحجاج المسلمين المغادرين إلى مكة المكرمة في الحج وربابنة السفن كان يتوقفون عند هذة المدينة لتزود باحتياجاتهم من المياة العذبة.
وتزايد أهمية المدينة وأصبح الناس يقبلون عليها من كل مكان، واقبلت المزيد والمزيد من السفن شقت طريقها إلى أسفل الساحل الصومالي، وتوقفت في هوبيو للتجارة وتجديد مياهها.

### هوبيو في العصور الوسطى (القرن 15 إلى القرن 17)
هوبيو كانت المركز التجاري لدولة Ajuuraan، ومقر عاصمتها في Qalafo (الموجودة الآن في أوغادين). وتم جلب السلع التجارية عن طريق نهر شابيلا إلى هوبيو للتجارة.
و حكام Ajuuraan اتخذوا سلاطين مقديشو كحلفاء ونشطت وازدهرت التجارة بين مدينة هوبيو والساحل بنادير.

### هوبيو في الحقبة الاستعمارية (القرن 17 إلى القرن 20)
يوسف علي Kenadid الذي كان في المنفى في الجزيرة العربية الذي ارسل اليه السلطان محمود Boqor Isman بعد الانقلاب فاشل، عاد من الجزيرة وغزا هوبيو مع جيش من المرتزقة من حضرموت في 1878. بعد أن قهر الإمام الحربى، أسس لنفسه سلطنة هوبيو المشهورة.
وأصبح سلطان فيها ودامت هذة سلطنة من 1880s إلى أوائل القرن 20. وتحالف السلطان يوسف على بعد ذلك مع الإيطاليين لتصبح المدينة ضمن المحمية الإيطالية.

### المدينة في العصر الحديثة
بعد هزيمة سلطنة هوبيو على يد إيطاليا الفاشية ضمت المدينة رسميا إلى محميات الإيطالية في أفريقيا. وبعد الاستقلال حاولت الحكومات التي اتت ان تستفيد من خيرات هذة مدينة وتزدهر فيها التجارة.
و في 16 أغسطس 2006 سقطت المدينة في ايدى اتحاد المحاكم الإسلامية، وبعد مفاوضات عدة أيام مع شخصيات بارزة في المدينة. تم محاصرة البلدة عدة أيام وارسل مندوبين للتفاوض على استسلام مدينة هوبيو لاتحاد المحاكم الإسلامية. ولقد سلمت المدينة بدون إطلاق رصاصة واحدة. وحاولت اتحاد المحاكم الإسلامية انهاء القرصنة على ساحل بنادر لكنها لم تنجح.
وبعد ذلك تحولت المدينة إلى منطقة صراع للسيطرة عليها بين وحدة Galmudug وقوات اتحاد المحاكم الإسلامية لكن قوات المحاكم استولوا على المدينة مرة أخرى يوم 1 نوفمبر.
بعد انتهاء الاحتلال الاثيوبى انفصلت المدينة عن اتحاد المحاكم الإسلامية وأصبحت الآن ضمن إقليم مودوغ. وأصبحت المدينة الآن بمثابة موقع للقراصنة ولارساء السفن المخطوفة إلى حين طلب فدية.

## الاقتصاد
لوجود اراضى زراعية واسعة ومياة عذبة وفيرة، عمل معظم أهل البلدة في الزراعة، خصوصاً الذرة والفاصوليا والتيلة. كما يرعى السكان قطعان الإبل من بقر وماعز وغنم. كما تنتج الجلود والأخشاب العطرية والزبيب. في حين يستورد الأرز، وغيره من المواد الغذائية والملابس.